# 1125 China
1125 China är en asteroid i huvudbältet som upptäcktes den 30 oktober 1957 vid Purple Mountain-observatoriet i Nanjing, Kina. Dess preliminära beteckning var 1957 UN1. Den namngavs efter landet där den upptäcktes. Emellertid var både namnet och numret upptaget av en annan asteroid, som ansetts borttappad, men som återfunnits och fått det nya namnet och numret 3789 Zhongguo (1928 UF).
Chinas senaste periheliepassage skedde den 25 november 2019. Beräkningar har gett vid handen att asteroiden har en rotationstid på ungefär 5,37 timmar.

## Den första 1125 China
Medan den blivande astronomen Zhang Yuzhe studerade i Chicago, USA, upptäckte han en asteroid som fick den preliminära beteckningen 1928 UF och senare nummer 1125. Han benämnde den "China" eller "中華" (Zhōnghuá). Den observerades inte igen och dess banelement kunde därför inte beräknas med tillräcklig exakthet. 1957 upptäcktes en ny asteroid vid Purple Mountain-observatoriet och med Zhang Yuzhes godkännande fick det nya objektet, 1957 UN1 det officiella namnet 1125 China i stället för den förlorade asteroiden 1928 UF. 
1986 bekräftades emellertid att ett nyupptäckt objekt, 1986 QK1, var en återupptäckt av 1928 UF. Detta objekt fick namnet 3789 Zhongguo. Zhongguo är kinesiska för Kina.